# Caballería romana

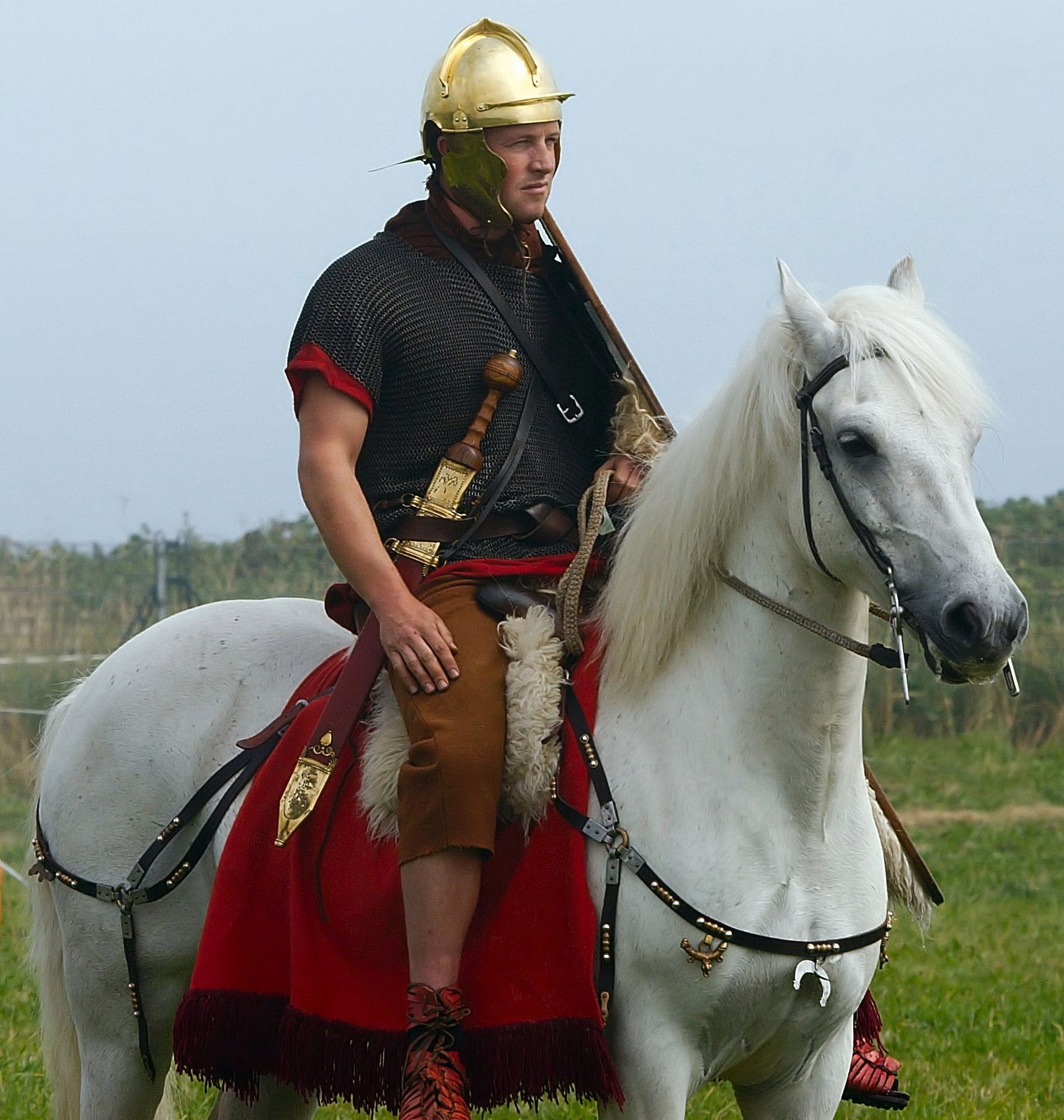
Actor vestido de jinete de caballería romana

La caballería romana (latín: equites I Romani) se refiere a las fuerzas montadas a caballo del ejército romano a lo largo de las eras monárquica, republicana e imperial. La caballería romana tradicional montaba caballos pequeños del tamaño de un poni, de unas 14 manos de altura.

## Caballería antigua (hasta alrededor de 338a.C.)
Según la tradición, Rómulo estableció un regimiento de caballería de 300 hombres llamado los Celeres ("el Escuadrón Rápido") para que le sirviera como escolta personal, y al cual cada una de las tres tribus le suministraba una centuria (es decir, una compañía de 100 hombres). Este regimiento de caballería, se afirma, se duplicó en tamaño a 600 hombres en tiempos del rey Tarquinio Prisco (fechas convencionales 616-578 a. C.). Livio afirmó que Servio Tulio también estableció otras 12 centuriae de caballería, un hecho que parece poco probable en tanto habría aumentado la caballería a 1,800 caballos, un número inconcebiblemente grande en comparación con las 8,400 tropas de infantería (en la Italia peninsular, la caballería normalmente constituía alrededor del 8% de un ejército de campaña). Esto se confirma en el hecho de que en la República temprana la caballería desplegada seguía siendo de 600 hombres (dos legiones de 300 caballos cada una). 
Es posible que los miembros de la caballería real hayan sido reclutados exclusivamente de las filas de los patricios (patricii), la aristocracia de la antigua Roma, que era puramente hereditaria, si bien algunos académicos consideran que la evidencia en apoyo de esta idea es endeble. Puesto que la caballería era probablemente un coto patricio, es probable que haya jugado un papel fundamental en el derrocamiento de la monarquía romana. En efecto, Alfoldi sugiere que el golpe de Estado lo llevaron a cabo las Celeres mismas. Sin embargo, el monopolio patricio sobre la caballería parece haber llegado a su fin alrededor del año 400 a. C., fecha en que probablemente se formaron las 12 centuriae de équites adicionales a las 6 originales de origen real. Lo más probable es que el número de patricios no fuera ya suficiente para satisfacer las crecientes necesidades de la caballería. Hay un consenso general respecto a que las nuevas centuriae estaban abiertas a los no patricios, sobre la base de calificaciones de las propiedades.
Según el antiguo historiador griego Polibio, cuyas Historias (escritas alrededor del año 140 a. C.) son el relato sustancial existente más antiguo de la República, la caballería romana no llevaba armadura originalmente y vestía solo una túnica, armados con lanzas ligeras y escudos de piel de buey, que eran de baja calidad y que se deterioraban rápidamente en acción.
En tanto la guerra con hoplitas era el estándar a comienzos de esta era, es posible que la caballería no haya jugado un papel sustancial en las batallas, excepto para la labor de perseguir a los enemigos en huida.

## Caballería republicana (338–27a.C.)

### Reclutamiento

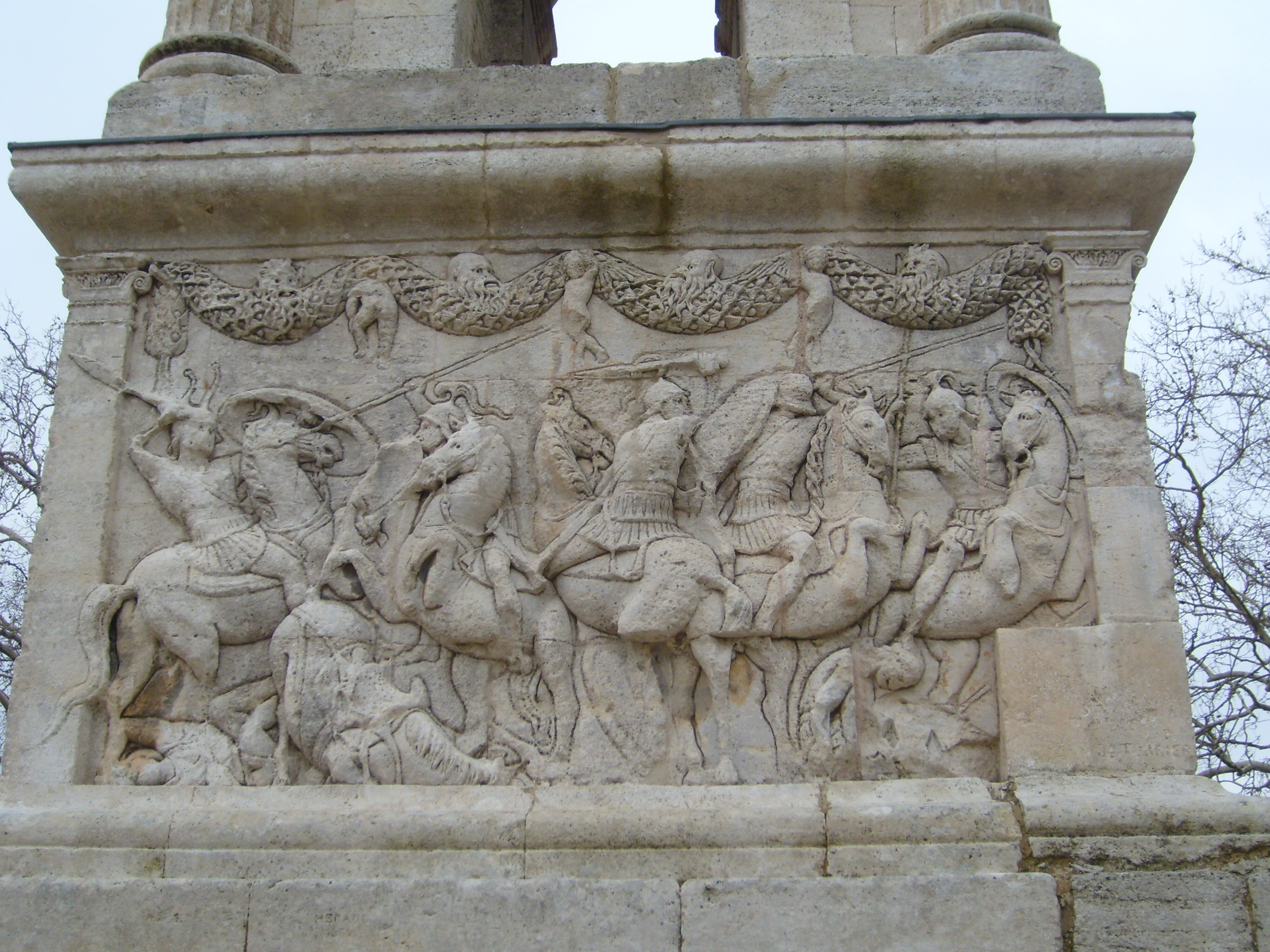
Cara norte del Mausoleo de los Julii en Glanum, sur de Francia, mostrando una batalla de caballería, alrededor de 40 a. C.

Como su nombre lo indica, se exigía a los équites que sirvieran en la caballería por hasta unos diez años, entre las edades de 17 y 46 años en la legión polibiana. Los équites originalmente constituían el contingente entero de la caballería de una legión, aunque desde una etapa temprana, cuando el número de équites se había vuelto insuficiente, gran número de jóvenes de la Primera Clase de plebeyos se ofrecían como voluntarios para el servicio regularmente, pues tal servicio era considerado más glamoroso que el de la infantería. Para la época de la segunda guerra púnica, es probable que todos los miembros de la Primera Clase sirvieran en la caballería, pues Livio afirma que a los miembros de la Primera Clase I se les exigía equiparse con un escudo redondo (clipeus), en lugar del escudo alargado (scutum) que se exigía a las otras clases, y todas las imágenes de jinetes de este período muestran escudos redondos. Al parecer, se exigía a los equites equo privato (es decir, los miembros de la Primera Clase) pagar sus propios equipos y caballos, si bien el estado les reembolsaba por estos en caso de que murieran en acción. A los soldados de caballería en servicio se les pagaba una dracma al día, el triple de la tasa para los de infantería, y estaban sujetos a un máximo de diez temporadas de servicio militar en campaña, en comparación con las 16 para la infantería.

#### Tamaño y estructura de las unidades
Cada legión polibiana contenía un contingente de caballería de 300 caballos, contingente que no parece haber sido liderado por un comandante general. El contingente de caballería se dividía en 10 turmae (escuadrones) de 30 hombres cada uno. Los miembros del escuadrón elegían como oficiales a tres decuriones ("líderes de diez hombres"), de los cuales el primero en ser escogido actuaba como líder del escuadrón y los otros dos como sus diputados. Según la evidencia disponible, la caballería de una legión polibiana (y presumiblemente también la caballería confederada) llevaba armadura y se especializaba en hacer cargas de choque. 

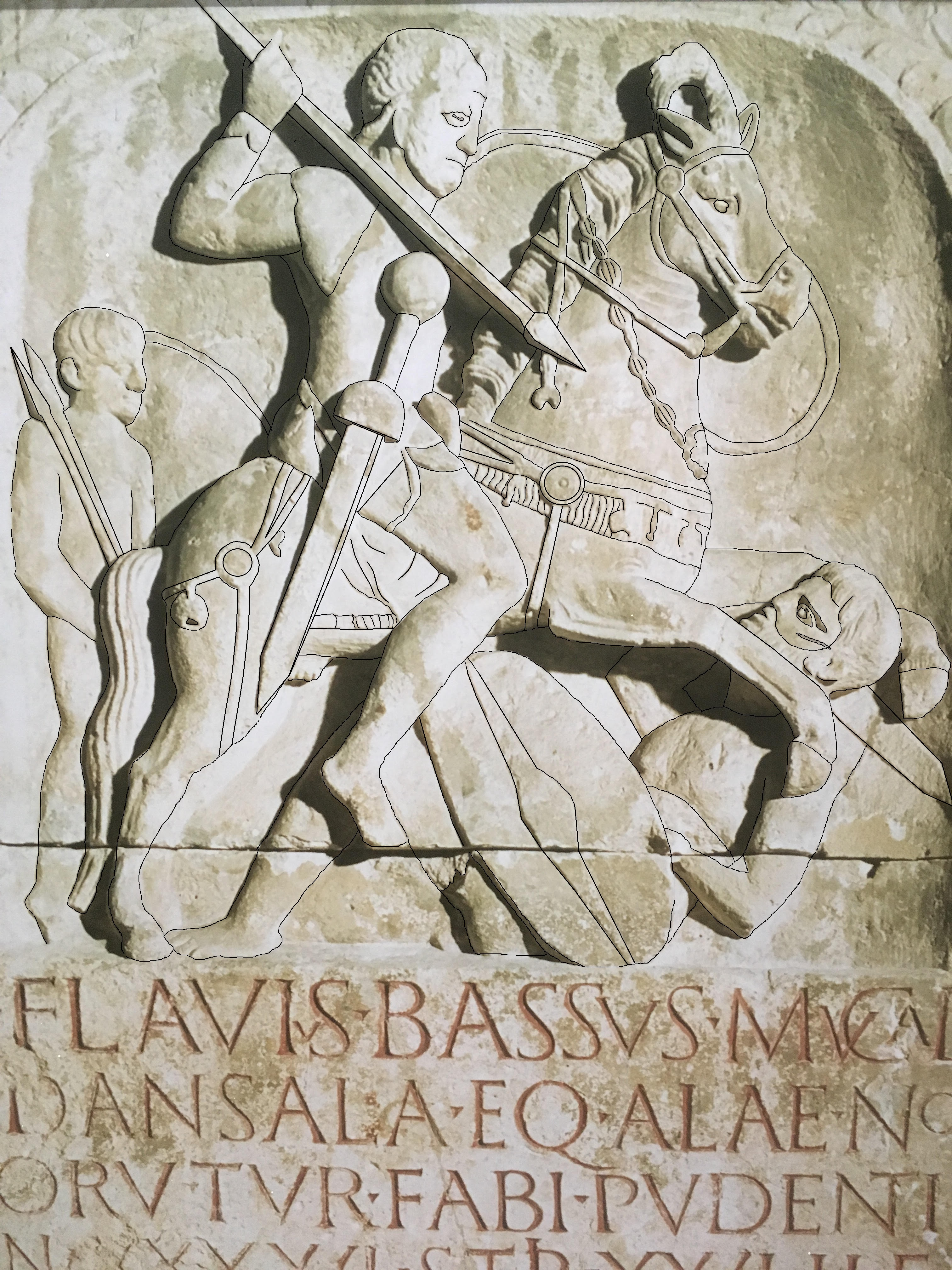
Lápida del jinete (eques) Tito Flavio Bassus hijo de Mucala el tracio, que murió a la edad de 46 años después de 26 años de servicio. Fechada 70-96 d. C., se encuentra en el Museo Römisch-Germanisches, Colonia, Alemania.

#### Equipamiento

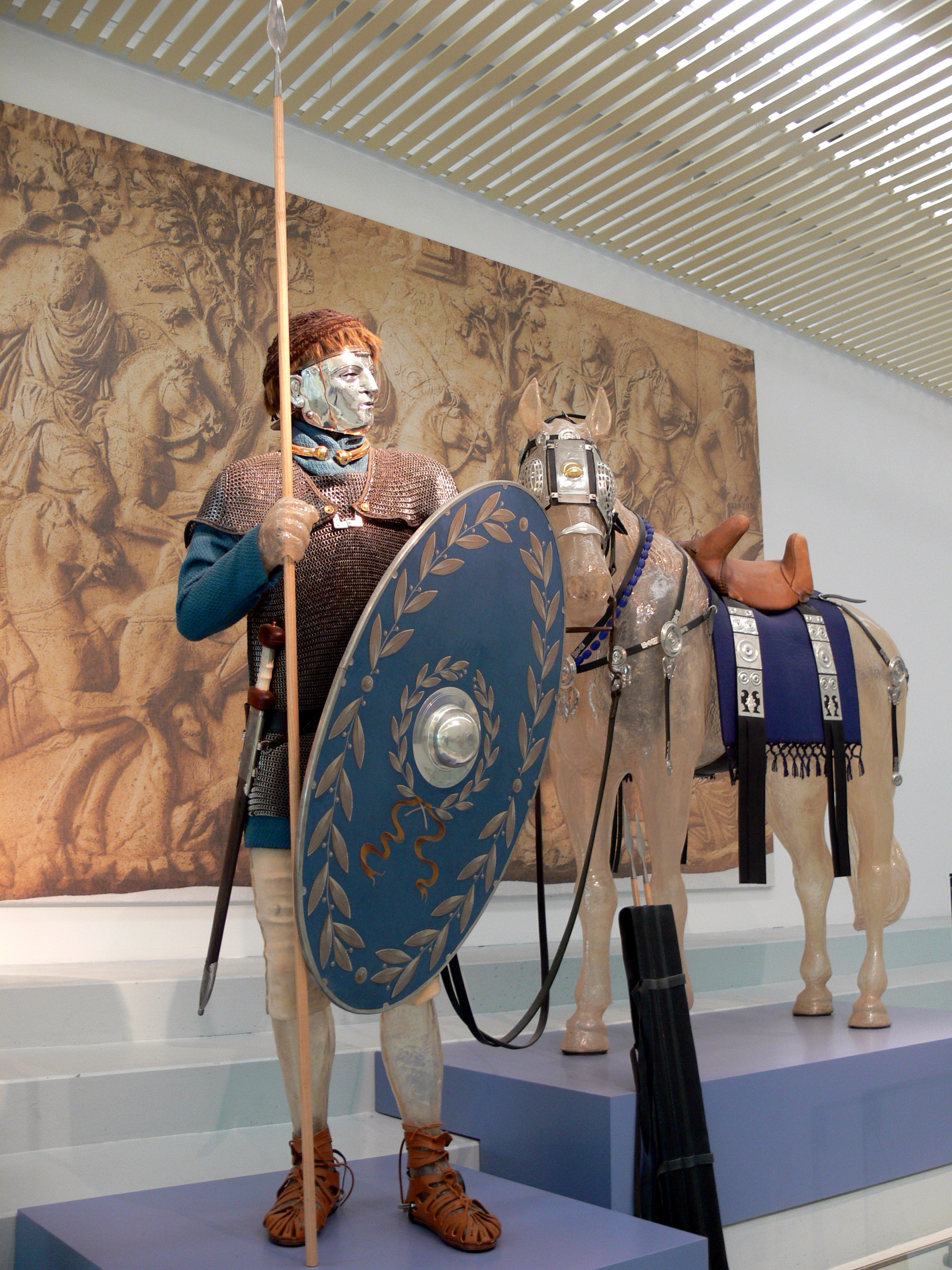
Reconstrucción de un jinete romano en el Museo Valkhof en Nimega (Países Bajos).

La mayoría de la evidencia pictórica sobre el equipamiento de la caballería republicana proviene de monumentos de piedra, tales como mausoleos, columnas, arcos o lápidas militares romanas. Las representaciones más antiguas que sobreviven de soldados de caballería romanos se encuentran en algunas monedas que datan de la era de la segunda guerra púnica (218-201 a. C.). En una de ellas, el jinete lleva puesto una variante de un casco corintio y parece estar usando grebas en sus piernas. La armadura de su cuerpo aparece oscurecida por el pequeño escudo redondo (parma equestris) que carga. Probablemente se tratara de una coraza de bronce, pues una moneda del 197 a. C. muestra a un jinete romano con coraza y casco compuestos helenísticos. Es posible, sin embargo, que la caballería romana ya hubiera adoptado la armadura de cota de malla (lorica hamata) de los celtas, que se sabe la habían estado usando desde alrededor del año 300 a. C.. Ciertamente, la cota de malla ya había sido adoptada para alrededor del año 150 a. C., pues Polibio afirma que se esperaba que la Primera Clase se proveyera de corazas de cota de malla, y el monumento erigido en Delfos por L. Emilio Paulo para conmemorar su victoria en la Batalla de Pidna (168 a. C.) muestra a soldados de caballería romanos en cota de malla. Sin embargo, una moneda del año 136 a. C., y el bajorrelieve del Lacus Curtius del mismo período muestran jinetes con corazas de bronce compuesto. La silla de montar romana fue una de las primeras sillas de montar hecha de madera sólida en occidente, incluyendo el diseño de "cuatro cuernos", utilizado por primera vez por los romanos ya en el siglo I a. C. Ninguno de estos diseños tenía estribos.
De manera similar, hay incertidumbre sobre si los jinetes realmente usaban escudos, a pesar del hecho de que muchas lápidas militares romanas muestran a équites con escudos ovalados al costado izquierdo de sus caballos (que no fueron usados de manera generalizada por la caballería griega sino hasta después de aproximadamente el 250 a. C.) así como sobre la cuestión relacionada de si llevaban lanzas largas o lanzas ligeras más cortas, las doru que menciona Polibio. La mayoría de representaciones muestran jinetes con el parma equestris, un tipo de escudo plano, aunque tanto el monumento de Ahenobarbus del 122 a. C. como la moneda del 136 a. C. muestran soldados de caballería sin escudos. Sidnell ha sugerido que, en tanto se esperaba de los équites que se compraran su propio equipo, es posible que hayan elegido sus propios tipos y combinaciones de armadura y armas, por ejemplo, una lanza larga sin escudo o una lanza ligera corta con escudo. No obstante, la evidencia es demasiado escasa como para que se puedan sacar conclusiones firmes. Antes de que se inventara la armadura de placas completa en la Plena Edad Media, todos los combatientes usaban escudos como parte fundamental de su equipamiento.

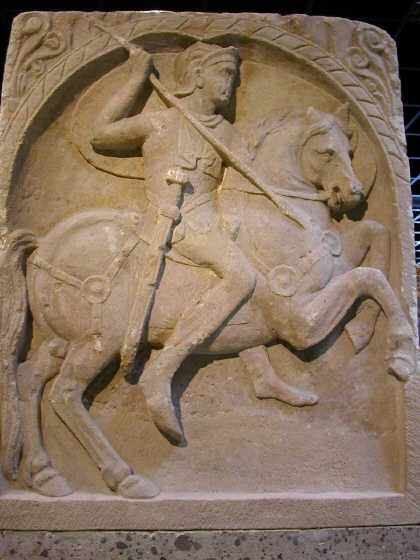

La evidencia pictórica, tal como la estela de Titus Flavius Bassus (un eques del ala Noricum) o como la tumba-monumento de un jinete del siglo I d. C. (Museo Romano-Germánico, Colonia Alemania) corrobora los relatos literarios respecto a que los équites cargaban espadas, como la spatha que era mucho más larga que las gladii hispanienses (espadas españolas) que usaba la infantería. El monumento de Ahenobarbus también muestra a un jinete con una daga (pugio). No existe evidencia de que los équites cargaran arco y flechas y es muy probable que los romanos no llegaran a tener arqueros montados sino hasta que entraron en contacto con tropas partas después del 100 a. C.

#### Registro de campaña
Existe la idea de que la caballería republicana romana era inferior a otras caballerías y que su rol se limitaba a apoyar a la muy superior infantería. Philip Sidnell, sin embargo, sostiene que tal opinión es errada y que en cambio la caballería era un activo poderoso y crucial para el ejército republicano. 
Según Sidnell, el registro histórica muestra que la caballería romana en la época republicana era una fuerza poderosa que había derrotado a caballerías de mayor reputación de la época. Ejemplo de esto es la batalla de Heraclea (280 a. C.), en la que la caballería romana causó gran consternación a Pirro, el líder enemigo, al obtener la ventaja en una lucha cuerpo a cuerpo amargamente equilibrada sobre su caballería tesalia, que era considerada en ese entonces como una de las mejores en el mundo occidental, y los romanos solo retrocedieron cuando Pirro desplegó sus elefantes, lo que asustó a sus caballos. Otros ejemplos incluyen la victoria de los équites sobre los cacareados caballos galos en las batallas de Telamón y Sentino, así como contra la caballería germánica de los teutones y cimbros en la batalla de Vercelas, e incluso contra la caballería seléucida tecnológicamente más avanzada (que incluía catafractos completamente armados) en la batalla de Magnesia. Contrario a la descripción popular respecto a que la infantería legionaria era la principal fuerza en ganar batallas en el ejército romano, estos encuentros se decidieron principalmente gracias al éxito de la caballería romana, que aplastaba a las fuerzas montadas de sus enemigos antes de atacar los flancos de su infantería. En la batalla de Clastidio la caballería romana fue capaz incluso de triunfar sin ayuda contra un ejército más grande en número, compuesto por soldados de infantería y jinetes galos, demostrando su habilidad cuando estaba debidamente comandada
Una razón fundamental que explica el menosprecio de parte de algunos historiadores a la caballería romana fueron las aplastantes derrotas que sufrió, en las batallas del Trebia y de Cannas, a manos del general cartaginés Aníbal durante la invasión de Roma llevada a cabo por este (218-6 a. C.) y que solo fueron posibles gracias a tener una poderosa fuerza de caballería. Sidnell argumenta, sin embargo, que tales derrotas se debieron solo a la consistente superioridad numérica en la caballería. Otra desventaja que tuvieron los romanos en la segunda guerra púnica fue que sus propias tropas eran de caballería cuerpo a cuerpo, más adecuadas para combatir a la caballería cuerpo a cuerpo enemiga y atacar la retaguardia y los flancos de las formaciones de infantería. Esta característica, si bien útil y eficaz contra los oponentes comunes de los romanos, fracasó contra la ágil caballería ligera númida de Aníbal, cuyo uso de hábiles tácticas de ataque y huida exasperaba a la caballería romana, que era incapaz de encontrar la forma de lidiar con ellos.
Con todo, en aquellas ocasiones en medio de la segunda guerra púnica en las que se les desplegó de forma adecuada, eran comandadas de manera competente o tenían la ventaja numérica o en términos de sorpresa, como ocurrió durante las escaramuzas previas a la batalla de Ilipa o en las batallas campales de los Grandes Campos y de Zama, la caballería romana fue capaz de vencer a sus contrapartes cartaginesas, independientemente del éxito de sus propios aliados númidas. Ocasionalmente, como en la batalla de Dertosa, fueron capaz de dar lucha a pesar de estar al parecer superados en gran número en una escaramuza con la caballería cartaginesa.
La segunda guerra púnica impuso tensiones sin precedentes en el tamaño de las tropas romanas, en particular sobre las más de 10.000 dracmas de la Primera Clase, que proporcionaba la caballería. Durante la marcha de Aníbal por Roma (218-6 a. C.), miles de soldados de caballería romanos cayeron en el campo de batalla. Las pérdidas fueron particularmente graves para los caballeros propiamente así llamados (equo publico): Livio describe cómo, tras la batalla de Cannas, los anillos de oro de los caballeros romanos caídos formaron una pila de un modius (aprox. 9 litros) de tamaño. En los años que siguieron de 214-203 a. C., los romanos mantuvieron al menos 21 legiones en el campo de manera permanente en territorios romanos (25 legiones en el año más alto). Esto habría requerido que los caballeros brindaran 220 oficiales superiores (120 tribuni militum, 60 decuriones y 60 praefecti sociorum). Fue probablemente a partir de este momento que las 18 centuriae de caballeros se convirtieron en gran medida en una clase de oficiales, en tanto que los 6.300 jinetes romanos requeridos se sacaron del resto de los miembros de la Primera Clase.
Antes de la segunda guerra púnica, la caballería de los ejércitos romanos había estado compuesta de manera exclusiva por romanos y aliados, cada uno de los cuales tenía el control de un ala de la línea de batalla (los romanos generalmente sostenían el ala derecha). Tras esta guerra, la caballería romana empezó a ser complementada siempre con caballería nativa aliada (especialmente numidia), y se combinaba usualmente en una sola ala. En efecto, las tropas de caballería aliadas a menudo superaban en número a las tropas romanas combinadas, por ejemplo, en la batalla de Zama, en la que los 4.000 númidas estuvieron a cargo de la derecha con apenas 1.500 romanos en la izquierda. Una de las razones para esto fueron las lecciones aprendidas en la guerra, específicamente la necesidad de complementar caballería pesada con bastante caballería ligera y más rápida, así como la de aumentar la participación de la caballería cuando se enfrentaba a enemigos con fuerzas montadas más poderosas. Fue inevitable, así mismo, que a medida que la República Romana adquirió un imperio de ultramar y que el ejército romano empezó a hacer campaña completamente por fuera de la península italiana, las mejores tropas de caballería aliada fueran reclutadas en números cada vez más grandes, incluyendo (además de los númidas) caballería gala, española y tracia. Hacia el final de la república y el comienzo de la República romana, la caballería romana misma se convirtió en una fuerza cada vez menos poderosa, en tanto Roma suplía sus necesidades de tropas de caballería echando mano de tropas de caballería auxiliares y aliadas en su lugar.
No obstante, las caballerías romana y aliada siguieron haciendo parte esencial de la alineación de los ejércitos romanos durante más de un siglo. Tuvieron menos éxito, nuevamente, contra la elusiva caballería tribal, como la de los lusitanos comandados por Viriato en su acérrima resistencia al dominio romano (151-140 a. C.) o los mismos númidas comandados por el rey Jugurta durante la rebelión que este último lideró (112-105 a. C.), cuando se vieron obligados a depender ampliamente de sus propias tropas de caballería aliadas númidas y los romanos se vieron privados así de sus tropas de caballería más fuertes.

#### Fin de la caballería ciudadana

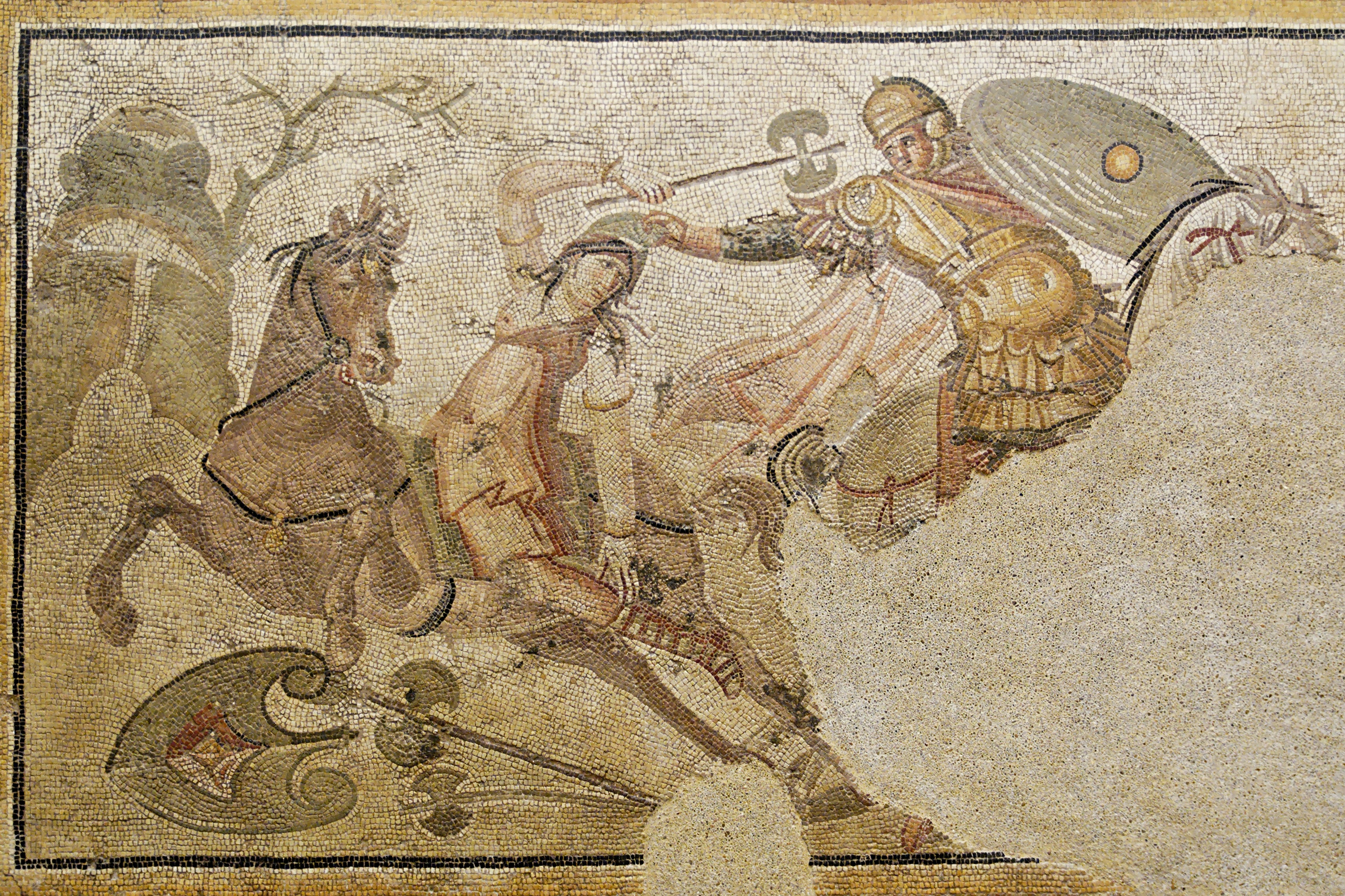
Un jinete griego agarra a una guerrera amazona montada (armada con un labrys) de su gorro frigio. Emblema de un mosaico romano (mármol y piedra caliza), segunda mitad del de Dafne, un suburbio de Antioquía del Orontes (actual Antioquía en Turquía)

Para finales del siglo I a. C., la caballería ciudadana desapareció completamente del ejército romano. La caballería ciudadana fue reemplazada por tropas auxiliares extranjeras. La Guerra de Jugurta fue la última guerra en la que existe evidencia de que la caballería confederada romana jugó un rol importante. Después de ella, las referencias a la caballería ciudadana se volvieron infrecuentes y el ejército romano parece haber pasado a depender en ampliamente de caballería formada por no ciudadanos, bien reclutados en las provincias sometidas o provistos por reyes aliados. Como parte de las reformas al ejército hechas por Cayo Mario alrededor del 107 a. C., la caballería legionaria ciudadana fue abolida y fue reemplazada por completo por caballería aliada nativa. Es posible que este proceso haya ocurrido gradualmente como resultado de la concesión de ciudadanía romana a todos los confederados aliados de Roma que siguió a la Guerra Social (91-88 a. C.), lo que condujo a la abolición de las antiguas alas confederadas aliadas y al reclutamiento de todos los aliados en las legiones. Para la caballería, la abolición de las alae tuvo el resultado radical de reducir la caballería romana a solo una cuarta parte de su tamaño previo, en tanto las legiones contenían apenas un tercio de la cantidad de caballos que tenían las alae confederadas. De esta forma, la caballería legionaria se redujo a una fracción del complemento de caballería total de un ejército romano: un ejército consular de dos legiones contenía ahora aproximadamente un 20% de tropas de caballería (es decir, aprox. 4.000 caballos), de los cuales solo 600 máximo eran romanos. En efecto, los elementos romanos pueden haber sido para entonces tan solo 240, pues es posible que en esta época, el contingente de caballería legionaria haya sido reducido a 120. Parece también que a partir de este momento, los caballeros romanos ya no fueron reclutados para el servicio de caballería, pues ahora se reclutaban de entre los plebeyos. Para la época de la Guerra de las Galias de Cayo Julio César (58-51 a. C.), la caballería legionaria podía ya haber desaparecido por completo, y al parecer César dependía enteramante de contingentes galos aliados para sus operaciones de caballería. Esta conclusión se deduce de un incidente en 58 a. C., en el que César fue invitado a negociar con el rey alemán Ariovisto y por tanto necesitaba escolta de caballería. Puesto que no confiaba aún en la caballería gala aliada bajo su mando, les dio órdenes de que les prestaran sus caballos a algunos miembros de la Décima Legión, que a partir de ese momento se ganó el sobrenombre de equestris ("legión montada"). (Con todo, este incidente deja abierta la posibilidad de que la caballería romana existiera todavía, si bien no habría sido suficientemente grande para satisfacer las necesidades del momento).
Surge la pregunta de por qué los romanos dejaron que su caballería ciudadana caducara de tal manera, dado su historial como tropas altamente efectivas y útiles. La razón fundamental probablemente se deba al número limitado de équites y miembros de la Primera Clase disponibles. Los équites se habían convertido ya desde hacía bastante tiempo exclusivamente en una clase de oficiales (un rol que mantuvieron a lo largo de todo el Principado), en tanto el imperio se había hecho simplemente demasiado grande y complejo como para que los aristócratas sirvieran como soldados ordinarios. A la vez, muchos de los plebeyos de la Primera Clase habían desarrollado importantes intereses de negocios y tenían escaso tiempo para el servicio militar. Si bien los plebeyos de las clases bajas podían, desde luego, haber sido reclutados y entrenados como soldados de caballería en mayor número, les debe haber parecido que esto sería costoso e innecesario cuando países sometidos como Galia, España, Tracia y Numidia tenían un gran número de excelentes tropas de caballería nativas que podían emplearse por salarios mucho más bajos que los ciudadanos. 

#### Caballería aliada
Los romanos siempre dependieron de sus aliados para que les proporcionaran tropas de caballería. Estos aliados eran conocidos como Foederati. Un ejército consular típico de la 2.ª Guerra Púnica incluía muchas más tropas de caballería auxiliar. A medida que los plebeyos recibieron la ciudadanía para la época de la Guerra Social y que las tropas de caballería legionaria disminuyeron, la mayor parte de la caballería provenía de las naciones aliadas de Numidia, Grecia, Tracia, Iberia, Galia y Germania, como ocurrió en la batalla de Zama, en la que la mayoría de tropas de caballería eran númidas. La mayoría de las tropas de caballería en las campañas de César eran galas y germanas. Tales unidades no hacían parte del ejército romano regular y estaban obligadas a participar a causa de tratados. Estas tropas a menudo iban armadas con sus propios equipos nativos y eran comandadas por jefes nativos.

## Caballería imperial (30 a.C. - 476 d.C.)

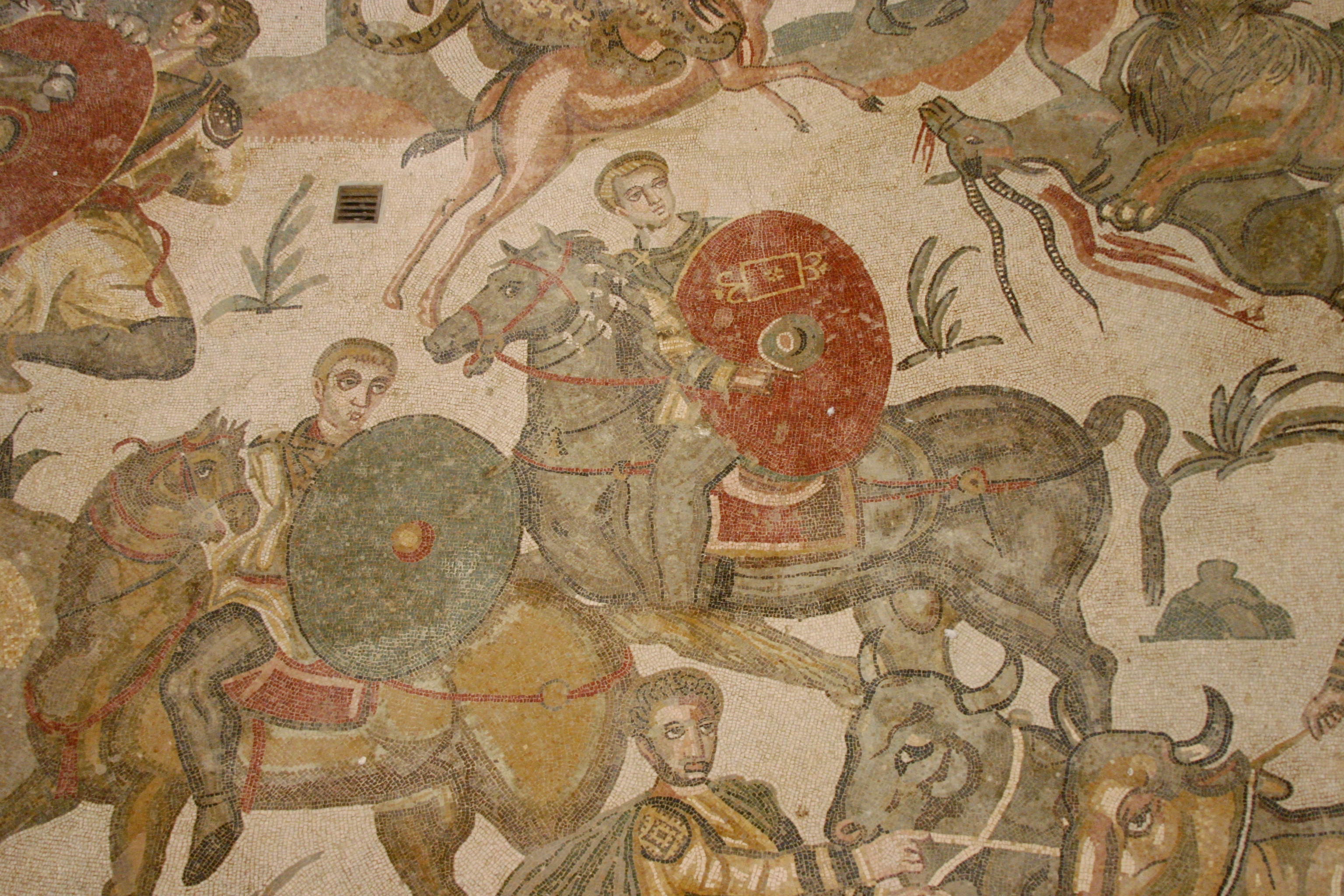
Caballería romana, tomada de un mosaico de la Villa Romana del Casale, Sicilia, siglo IV d. C.

Cuando la República hizo su transición a un Imperio, Augusto creó un cuerpo auxiliar regular conformado por soldados no ciudadanos. Estos soldados romanos profesionales, como ocurría con las legiones, eran súbditos reclutados de entre no ciudadanos en provincias controladas por Roma que tenían sólidas tradiciones de caballería nativa. Tales hombres, a diferencia de las tropas de caballería aliada foederati, hacían parte regular del ejército romano y recibían su pago y entrenamiento de manos del estado romano. Arriano describe que iban bien equipados y que realizaban maniobras bien ejecutadas. Un soldado de caballería típico del Ala ganaba un 20 por ciento más que un ciudadano legionario típico.
La caballería auxiliar romana solía ir fuertemente guarnecida con cota de malla y armada con lanzas cortas, jabalinas, espadas largas Spatha y, en ocasiones, con arcos para unidades especializadas de arqueros montados. Estos hombres servían principalmente como caballería de misiles medianos para flanquear, tareas de reconocimiento, escaramuzas y persecuciones. A diferencia de unidades de caballería más modernas en las que los caballos se mantenían en establos alejados de sus jinetes, la caballería romana alojaba a los jinetes y sus caballos en el mismo cuartel.
Para el siglo III, la Constitutio Antoniniana le otorgó derechos de ciudadanía a todos los pueblos, y la caballería ciudadana estaba en uso de manera técnica. Galieno creó en el 260 d. C. un cuerpo de caballería de reserva móvil para responder a las amenazas sobre el imperio. Para el siglo IV, empezaron a aparecer un gran número de unidades de caballería fuertemente acorazadas como los cataphractarii y los clibinarii. Estas unidades iban armadas con lanzas largas, espadas y arcos. No obstante, la fuerza principal del ejército romano seguía siendo la infantería.
Si bien Augusto creó tropas auxiliares regulares, se usaban todavía fuerzas aliadas irregulares. Por ejemplo, Marco Aurelio reclutó tropas de caballería aliadas sármatas para estacionarlas en Gran Bretaña. Para el siglo IV, los romanos dependían ampliamente de aliados irregulares provenientes de las tribus germánicas migrantes y de los hunos.
La caballería romana no usaba estribos. Tal dispositivo solo fue introducido en Europa por tribus invasoras después del colapso del Imperio Romano Occidental.

## Tácticas

### Tácticas de batalla
Antes de atacar a la infantería, la caballería intentaba destruir a la caballería enemiga. Luego, la caballería romana cargaba contra el ejército enemigo desde múltiples direcciones en un intento por desviar la atención de los comandantes y romper las líneas enemigas. Estos ataques hacían que la infantería enemiga dejara de ser una unidad y pasase a ser una turba que luchaba por su propia protección. También se esperaba que los ataques de la caballería destrozaran la moral de sus enemigos. La caballería romana prefería el combate cuerpo a cuerpo en contra de las tropas de infantería. Dentro del Imperio Romano Tardío, caballería ligera y arqueros montados eran ubicados en posiciones de escaramuza al frente de la línea romana. La caballería pesada era ubicada en las alas de la línea de la infantería romana. La caballería ligera y los arqueros montados atacaban rápidamente al enemigo, antes de retirarse y dejar que el enemigo atacara a los comitatenses. Las tropas auxiliares galas formaban unidades de escolta y patrulla fronteriza llamadas Cohortes Equitatae y los Equites Alares servían en el ejército, utilizando lanzas arrojadizas como armas principales. Las armas de caballería eran diseñadas para perturbar la formación del enemigo.

### Calidad
El ejército romano utilizó caballería ciudadana durante gran parte de su historia. Sin embargo, para el siglo I a. C., la caballería ciudadana desapareció del ejército romano. La caballería ciudadana fue reemplazada por caballería auxiliar extranjera. La caballería auxiliar estaba formada por númidas, hispanos y galos. La caballería númida, hispana y gala era superior a la romana. Durante la segunda guerra púnica la caballería romana sufrió numerosas derrotas, lo que demostró la inferioridad de la caballería romana nativa.

### Entrenamiento y formaciones
La caballería romana entrenaba usando jabalinas, lanzas, piedras, hondas, flechas y pequeñas catapultas manuales. La caballería aprendía a hacer fintas. Los soldados de caballería entrenaban en formaciones que implicaban lanzar flechas y misiles. El entrenamiento estaba diseñado para asegurarse de que la caballería no colapsara en la batalla. Otra formación que usaba la caballería era similar a la de tortuga: los soldados de caballería se ponían uno al lado del otro con escudos entrelazados para aumentar la protección de la unidad.